# Harkemase Boys
Harkemase Boys is een amateurvoetbalvereniging uit Harkema, in de Friese gemeente Achtkarspelen. De vereniging heeft rood en wit als clubkleuren en draagt de bijnaam Harekieten. Het standaardelftal speelt al decennia lang in de top van het amateurvoetbal.

## Accommodatie
Harkemase Boys speelt zijn thuiswedstrijden op Sportpark De Bosk. De club heeft de beschikking over drie velden en twee trainingsvelden. Bij het hoofdveld staat aan de westkant een zittribune met 450 plaatsen. Aan de oostkant staat een overdekte statribune voor 2500 toeschouwers. De totale toeschouwerscapaciteit is 5500. In 2005 is de kantine ingrijpend verbouwd en uitgebreid. Het gerenoveerde clubhuis heeft de naam Dyksicht gekregen. Rondom het hoofdveld staan acht lichtmasten met in totaal 20 lampen die voor een gemiddelde lichtopbrengst zorgen van 273 lux. (De KNVB-norm is minimaal 200 lux.) De lichtpunthoogte is 15 meter.

## Geschiedenis

### 1946: Oprichting
In de jaren 1930-1935 probeerde een aantal voetbalenthousiaste mensen (waaronder Ate Hamstra, Jacob Rinsma en Willem Weening) georganiseerd voetbal in Harkema-Opeinde van de grond te krijgen. Van Jacob Buma werd daarvoor een stuk land gehuurd. Een groep voetballers kreeg de naam SSS (Sport Staalt Spieren). SSS sloot zich aan bij de Nederlands Christelijke Voetbal Bond. Kort na 1935 kreeg SSS de beschikking over een nieuw veld, door Albert Land beschikbaar gesteld, aan de Betonwei. Het tenue dat door de club werd gedragen was een zwart shirt met een geel front, zwarte broek met opgenaaide gele biezen en eigengebreide zwart/gele kousen. Waarschijnlijk heeft SSS toen twee seizoenen in competitieverband gevoetbald. Bij het uitbreken van de Tweede Wereldoorlog was SSS al een poosje van het toneel verdwenen. Tijdens de oorlog stond het verenigingsleven ook in Harkema op een laag pitje.
Een jaar na de Tweede Wereldoorlog kwam de voetbalsport in Harkema weer tot leven. Aanvankelijk was het de bedoeling een vereniging op te richten met een zaterdag- en een zondagafdeling. Dat mislukte. Van de zaterdagkant waren bij de beslissende vergadering slechts vijf personen aanwezig. De zondagaanhangers gingen vervolgens hun eigen gang. De zaken werden door de voorstanders van het zaterdagvoetbal vervolgens energieker aangepakt. Het waren Melle Holthuis en Bareld Weening die het initiatief namen tot het oprichten van een voetbalvereniging. Na een advertentie in de krant "De Feanster" zat de naaischool van Sander Smids aan de Kerkstraat vol met voetballiefhebbers. De oprichtingsvergadering op 26 juni 1946, waarvan geen document bewaard is gebleven, stond onder leiding van Bareld Weening. Harkema-Opeinde kreeg een voetbalvereniging die op de zaterdagen zou uitkomen. Dus wel een zaterdagvereniging, maar niet een specifiek christelijke voetbalvereniging.
Bestuursvergaderingen van de Harkemase Boys bleven lange tijd verstoken van notulen, jaarverslagen en dergelijke. De grootste nieuwsbron van de beginjaren is daarom de overlevering.

## Standaardelftal

### 1997-2010: Hoofdklassevoetbal
Na het kampioenschap in 1997 van de Zaterdag Eerste klasse (1E) promoveerde dit team naar de Hoofdklasse zaterdagvoetbal. Deze Hoofdklasse was een seizoen eerder van start gegaan. In 2003 bereikten de Harkemase Boys dat wat door veel supporters voor onmogelijk werd gehouden: kampioen in deze Hoofdklasse. Na een spannende eindfase van de competitie beslisten de Harkemase Boys in Wezep tegen WHC de competitie in hun voordeel, terwijl naaste concurrent ACV bij VVOG punten verspeelde.
In de wedstrijden om het algehele zaterdagkampioenschap verloor Harkemase Boys de eerste wedstrijd thuis van het Katwijker Quick Boys met 1-3, waarna er een hevige vechtpartij ontstond. In en tegen Huizen werd gelijkgespeeld, evenals in het hol van de leeuw, Katwijk. In Harkema werd SV Huizen na een spannend 1-1 gelijkspel amateurkampioen in de Zaterdag Hoofdklasse.
In 2005 stapte een elftal spelers, waaronder alle keepers, en enkele trainers van de Harkemase Boys uit onvrede met het bestuur op. Dit had tot gevolg dat ex-prof Pieter Bijl trainer werd van de Boys. Ex-prof en een van de belangrijkste spelers van de Harkemase Boys, Tony Alberda en ook Anton Jongsma, Dennis Loer en Wierd Kuipers bleven wel bij de club.
In de Noordelijke districtsbeker werd op zaterdag 27 mei 2006 te Tolbert SC Genemuiden met 2-1 verslagen in een zeer enerverende wedstrijd, waardoor voor het eerst in het bestaan van de Boys de districtsbeker werd gewonnen. Hiermee plaatste de club zich voor de eindstrijd om de landelijke amateurbeker. Hier was Harkemase Boys vrijgesteld voor de kwartfinale en in de halve finale moesten ze het opnemen tegen het Limburgse EVV uit Echt in een uitwedstrijd. EVV was na verlenging met 3-2 te sterk.
In het seizoen 2006/07 kwam Harkemase Boys voor de tiende opeenvolgende seizoen uit in de Zaterdag Hoofdklasse C uit. Na een matige start (negen punten uit zeven wedstrijden) werd trainer Pieter Bijl op 25 oktober 2006 ontslagen. Een dag later werd Fritz Korbach aangesteld als nieuwe trainer. Het (verwachte) 'Korbach-effect' bleef uit. Harkemase Boys degradeerde dan ook uit de Hoofdklasse C. Zo kwam aan het tienjarige Hoofdklasserschap een einde en dat ondanks de ruim voldoende aanwezige kwaliteiten binnen de selectie.
Harkemase Boys presteerde dat seizoen beter in het bekertoernooi. Net als de vorige twee keer werd de finale bereikt, die werd gehouden in Harkema. Be Quick 1887 was de tegenstander. En hoewel er deze keer meer partij geboden werd dan in de vorige rondes, won Harkemase Boys ook deze wedstrijd en dus opnieuw de Noordelijke districtsbeker. In de eindronde van het landelijke amateurbekertoernooi moest Harkemase Boys het in de halve finale (het was weer vrijgesteld voor de kwartfinale) in Amsterdam opnemen tegen Türkiyemspor. Dit was voor ‘de Harekieten’ het eindstation van het bekertoernooi, want Türkiyemspor was met 5-0 veel te sterk. Türkiyemspor won later ook de finale.
Na de degradatie uit de Zaterdag Hoofdklasse C kwam Harkemase Boys, onder leiding van trainer Henk de Jong en zijn assistent Willem Weening, uit in de Zaterdag eerste klasse E en werd, door de 2-4 winst op 8 maart 2008 in Hoogeveen tegen HZVV, ongeslagen kampioen. Na het kampioenschap begon de ploeg wat minder te draaien, zodoende werden de doelstellingen van zonder verliespunt de competitie te beëindigen en met 100 doelpunten voor, niet gerealiseerd.
Toch waren het aantal doelpunten voor (87), het doelsaldo (+65) en het behaalde puntentotaal (60) nieuwe records in de Eerste klasse E zaterdag. Na een jaar was er dus alweer de terugkeer naar de Hoofdklasse. Aanwinst Martijn Barto (ex-sc Heerenveen, ex-RKC) trok vooral de aandacht met zijn 24 competitietreffers.
Na een jaar afwezigheid zat Harkemase Boys in 2008 weer in de Zaterdag Hoofdklasse C, waarin het direct kampioen werd. Daardoor mocht de club meedoen aan het Landelijk amateurkampioenschap 2008/09. Ook werd dit seizoen de Noordelijke districtsbeker voor de derde maal gewonnen. Op 16 mei werd in de finale Drachtster Boys met 2-0 werd verslagen. In de halve finale van het landelijke amateurbekertoernooi werd in Heerjansdam kansloos verloren van Barendrecht. Het seizoen daarop werd Harkemase Boys tweede in de Hoofdklasse C, waarmee het zich rechtstreeks plaatste voor de Topklasse, die vanaf het seizoen 2010/11 van start ging. In het seizoen 2012/13 speelt Harkemase Boys echter weer in de Hoofdklasse.
Na 4 seizoenen werd in 2016 weer de titel in de Hoofdklasse behaald en promoveerde de Harrekieten weer naar de Topklasse die nu Derde Divisie heet, waar men nu al voor het negende seizoen op rij acte de présence geeft.

### KNVB Beker
Harkemase Boys speelde enkele keren in de nationale KNVB beker. In de Amstel Cup van 2003 werd de club uitgeschakeld door WHC (1-2). Een jaar later plaatsten de Harkemase Boys zich weer voor de Amstel Cup. Toen werden zij in Doetinchem door De Graafschap verslagen (4-0). In de bekerstrijd van 2005/06 moesten de Harkemase Boys thuis tegen Vitesse aantreden. En stunt leek in de maak toen ‘de Harekieten’ op een 1-0 voorsprong kwamen. Echter, Vitesse herstelde zich en won uiteindelijk met 1-4. Ook in het seizoen 2006/07 mocht Harkemase Boys weer aan de Amstel Cup deelnemen. Opnieuw zat er geen succesje in, zij verloren kansloos van Hoofdklasser SV Argon (0-4). In 2007/08 nam Harkemase Boys ook aan de KNVB beker deel. Weer was er geen succesje, ditmaal werd er verloren van derdeklasser Roosendaal (2-1). In het seizoen 2009/10 moest Harkemase Boys het uit opnemen tegen RKSV Groene Ster, een ploeg uit het Limburgse Heerlerheide. Deze wedstrijd werd gewonnen met 4-2. Door deze winst ontving Harkemase Boys het 'grote' Feyenoord op sportpark de Bosk. Deze wedstrijd werd snel uitverkocht, er kwamen 5500 toeschouwers af op dit duel. Er werd met 0-5 verloren, wat voor beide teams een prima resultaat was. In het seizoen 2011/2012 wist "de Harrekieten" de amateurs van NEC te verslaan, waardoor Willem II op bezoek kwam in Harkema. Harkemase Boys wist de 0-2-achterstand in de 86e minuut nog om te buigen naar een 2-2-eindstand, waardoor verlenging werd afgedwongen. Na deze verlenging wonnen ze verrassend met 4-2. In de 3e ronde was s.c. Heerenveen echter te sterk. De eindstand in Heerenveen was 6-1. Het stadion was die dag geheel uitverkocht en alle meegereisde Harkema supporters mochten gebruikmaken van de gehele zuid-tribune van het Abe Lenstra stadion.
Dit schema laat de resultaten zien van Harkemase Boys tegen profclubs in de KNVB Beker.
| Seizoen | Ronde    | Wedstrijd                      | Uitslag  |
| ------- | -------- | ------------------------------ | -------- |
| 1999/00 | Groep 15 | BV Veendam - Harkemase Boys    | 2-0      |
| 1999/00 | Groep 15 | Harkemase Boys - BV Emmen      | 1-2      |
| 2001/02 | Groep 19 | Harkemase Boys - SC Cambuur    | 0-4      |
| 2004/05 | 1e ronde | De Graafschap - Harkemase Boys | 4-0      |
| 2005/06 | 1e ronde | Harkemase Boys - Vitesse       | 1-4      |
| 2009/10 | 2e ronde | Harkemase Boys - Feyenoord     | 0-5      |
| 2011/12 | 2e ronde | Harkemase Boys - Willem II     | 4-2 n.v. |
| 2011/12 | 3e ronde | sc Heerenveen - Harkemase Boys | 6-1      |
| 2013/14 | 2e ronde | Harkemase Boys - NEC Nijmegen  | 0-8      |
| 2019/20 | 1e ronde | Harkemase Boys - FC Groningen  | 1-2      |
| 2021/22 | 2e ronde | Harkemase Boys - RKC Waalwijk  | 0-5      |
| 2022/23 | 1e ronde | Harkemase Boys - FC Volendam   | 1-5      |

### Erelijst
kampioen Hoofdklasse:2003, 2009, 2016
kampioen Eerste klasse: 1997, 2008
kampioen Tweede klasse: 1975
kampioen Derde klasse: 1956, 1987, 1994
kampioen Vierde klasse: 1955
winnaar Districtsbeker Noord: 2006, 2007, 2009, 2011, 2013, 2015

### Competitieresultaten 1947–heden
| 4 |

| 4 |

| 1 |

| 3 |

| 1 |

| 1 |

| 3 4A |

| 4 4C |

| 1 4C |

| 1 |

| 3 |

| 6 |

| 3 |

| 6 |

| 2 |

| 5 |

| 10 2C |

| 9 2C |

| 13 2C |

| 3 2D |

| 10 2D |

| 5 2D |

| 2 2E |

| 3 2E |

| 8 1B |

| 9 1B |

| 11 1B |

| 5 2D |

| 1 2D |

| 8 1A |

| 2 1B |

| 4 1B |

| 4 1B |

| 14 1B |

| 7 2E |

| 4 2E |

| 10 2E |

| 11 2E |

| 4 3A |

| 6 3A |

| 1 3A |

| 6 2E |

| 7 2E |

| 12 2E |

| 7 3A |

| 4 3A |

| 4 3A |

| 1 3A |

| 2 2E |

| 7 2E |

| 1 1E |

| 7 C |

| 7 C |

| 8 C |

| 7 C |

| 11 C |

| 1 C |

| 5 C |

| 2 C |

| 4 C |

| 13 C |

| 1 1E |

| 1 C |

| 2 C |

| 10 |

| 13 |

| 9 C |

| 2 C |

| 3 C |

| 1 C |

| 9 |

| 12 |

| 6 |

| -- |

| -- |

| 12 |

| 13 |

| 6 |

| 2 |

| Derde divisie Topklasse | Hoofdklasse | Eerste klasse | Tweede klasse | Derde klasse | Vierde klasse | Eerste klasse FVB | Tweede klasse FVB |

In elke staaf van de grafiek staat van boven naar beneden vermeld: 
- Eindnotering

Dit is de positie die de club heeft bereikt in de competitie, zonder eventuele beslissings-, play-off- of nacompetitiewedstrijden die nodig zijn geweest om bijvoorbeeld de kampioen van de competitie te bepalen.
Indien een * achter het getal staat is de notering een tussenstand en kan het zijn dat de notering niet overeenkomt met de uiteindelijke eindstand van de competitie.
Staat er een - dan is het seizoen nog bezig en is er geen definitieve uitslag bekend.
Staat er xx op de positie van de notering, dan heeft de club vroegtijdig de competitie verlaten. Dit kan onder andere komen door terugtrekking van het team, faillissement van de club of door een uitgedeelde straf van de KNVB. In veel gevallen staat elders in het artikel de reden vermeld.
Staat er een ? dan is het resultaat uit het verleden onbekend, en is alleen de competitie of het niveau bekend van dat seizoen.
In de seizoenen 2019/20 en 2020/21 werd wegens de coronacrisis het amateurvoetbal afgebroken. Daardoor kennen deze staven geen eindklassering (middels -- weergegeven).
- Competitieniveau en afdelingsletter of Officiële eindstand Eredivisie
  - Competitieniveau en afdelingsletter

Hierbij geeft het getal het niveau weer, dat ook terug te vinden is in de legenda. De letter is de afdelingsaanduiding en wordt gebruikt wanneer er meer afdelingen zijn op hetzelfde niveau. De afdelingsletter is altijd een hoofdletter en wordt meestal zonder nummer gebruikt.
Voorbeeld: 2F is niveau 2e klasse competitie F.
Het competitieniveau en nummer wordt niet vermeld wanneer er slechts één competitie van dit niveau was.
  - Officiële eindstand Eredivisie (getal staat tussen haakjes vermeld)

Sinds de introductie van play-offwedstrijden voor Europees voetbal na afloop van de reguliere competitie in 2005/06, is de KNVB verplicht een eindstand van de Eredivisie door te geven aan de UEFA aan de hand van deze play-offwedstrijden.
Bij deze eindstand staan clubs die zich hebben gekwalificeerd voor Europees voetbal hoger dan clubs die zich niet wisten te kwalificeren. Indien er geen verschil was tussen de eindnotering en de officiële eindstand, staat dit getal niet vermeld.

- Onderafdeling

Hier staat afgekort de naam van de onderafdeling indien de club in dat jaar in een onderafdeling uitkwam. Tevens staat deze afkorting in de legenda en wordt gelinkt naar het artikel over deze onderafdeling. Deze afkorting wordt alleen vermeld wanneer de club in het verleden in verschillende onderafdelingen heeft gespeeld. Deze vermelding is in de staaf altijd in kleine letters. Deze onderafdelingen zijn na het seizoen 1995/96 afgeschaft. Heeft de club in slechts één onderafdeling gespeeld, dan is dit alleen terug te vinden in de legenda.
Onder de staaf staat het jaartal vermeld waarin het seizoen is afgesloten. 15 verwijst naar het seizoen 2014/15 of eventueel het seizoen 1914/15.
Wanneer een staaf leeg is, zijn deze gegevens niet bekend. Het kan ook zijn dat de club dat seizoen niet heeft meegespeeld op het hogere amateurniveau, vroegtijdig de competitie heeft verlaten of uit de competitie is gezet.

In het seizoen 1944/45 was er wegens de Tweede Wereldoorlog geen regulier competitievoetbal.

## Bekende (oud-)spelers
- Tony Alberda (2002-2007, 2010-2011)
- Martijn Barto (2007-2011)
- Arjen Bergsma (2010-2014)
- Harvey Bischop (2010-2014)
- Ale de Boer (2010-2011)
- Age Hains Boersma (2012-2013)
- Egbert Darwinkel (2005-2006)
- Romano Denneboom (2011-2012)
- Danny van Dijk (2008-2010)
- Lesly Fellinga (2010-2012)
- Marc Hegeman (2005-2007)
- Kerst Hofman (2008-2009)
- Robin Huisman de Jong (2012-2017)
- Edwin Huizinga (2001-2004)
- Anton Jongsma (2004-2006)
- Dennis Krohne (2010-2011)
- Marnix Kolder (2011-2011)
- Ewald Koster (2011-2011)
- Arjen Postma (2009-2010)
- Jan van Raalte (2001-2004)
- Oebele Schokker (2007-2012, 2015-2017)
- Ivica Vukov (2001-2002)
- René van der Weij (2009-2012)

## Bekende (oud-)trainers
- Pieter Bijl

ASC '75 · VV Buitenpost · VV Drogeham · GSVV · VV Harkema-Opeinde · Harkemase Boys · SC Kootstertille · FC Surhústerfean · SC Twijzel · VVT

Voormalige clubs: VV Surhuisterveen · 't Fean '58